# Vazamento de líquido cefalorraquidiano
O vazamento de líquido cefalorraquidiano é uma condição médica em que o líquido cefalorraquidiano (LCR), dentro do cérebro ou na medula espinhal, vaza por um ou mais orifícios na aracnoide e na dura-máter. Esse vazamento pode ocorrer, também, na medula espinhal, causado por divertículos meníngeos ou por fístula venosa do líquido cefalorraquidiano não associada a um vazamento peridural.
Os vazamentos do LCR são, geralmente, classificados de acordo com a causa. Um vazamento iatrogênico ou traumático do LCR tem uma causa identificada, como punção lombar, cirurgia ou trauma físico, enquanto um vazamento espontâneo de LCR tem uma causa desconhecida. Essas  vazões estão ligadas a distúrbios hereditários do tecido conjuntivo, incluindo a síndrome de Marfan e a síndrome de Ehlers-Danlos.